# Буонанотте, Факундо
Факу́ндо Валенти́н Буонано́тте (исп. Facundo Valentín Buonanotte; родился 23 декабря 2004) — аргентинский футболист, атакующий полузащитник английского клуба «Брайтон энд Хоув Альбион» и сборной Аргентины.

## Клубная карьера
Воспитанник футбольной академии клуба «Росарио Сентраль», за которую выступал с десятилетнего возраста. 11 февраля 2022 года дебютировал в основном составе клуба в матче против «Арсенала (Саранди)». 14 мая 2022 года подписал свой первый профессиональный контракт. 8 июля 2022 года забил свой первый гол за «Росарио Сентраль» в матче против «Атлетико Сармьенто».
1 января 2023 года перешёл в английский клуб «Брайтон энд Хоув Альбион» за 5,3 млн фунтов, ещё столько же было предусмотрено в виде бонусов. 4 февраля 2023 года дебютировал за «чаек» в матче Премьер-лиги против «Борнмута», выйдя на замену Тарику Лэмпти. 26 апреля 2023 года забил свой первый гол за клуб в игре Премьер-лиги против «Ноттингем Форест».

## Карьера в сборной
В марте 2022 года дебютировал за сборную Аргентины до 20 лет. В январе 2023 года сыграл на чемпионате Южной Америки среди игроков до 20 лет.
19 июня 2023 года впервые сыграл за главную сборную Аргентины в товарищеском матче против сборной Индонезии.